# Gora Odnobokaja
Gora Odnobokaja (Transkription von russisch Гора Однобокая ‚Einseitiger Berg‘) ist ein Nunatak im ostantarktischen Mac-Robertson-Land. In den Prince Charles Mountains ragt er unmittelbar östlich des Geysen-Gletschers auf.
Russische Wissenschaftler benannten ihn.